# 卡尔蒂尼亚诺
卡尔蒂尼亚诺（義大利語：Cartignano），是意大利库内奥省的一个市镇。总面积6平方公里，人口188人，人口密度31.3人/平方公里（2009年）。ISTAT代码为004044。